# Стори (округ, Невада)
Стори (англ. Storey County) — округ, расположенный в штате Невада (англ. Nevada) с населением в 4.110 человек по данным переписи 2006 года. Административный центр — город Верджиния-Сити (англ. Virginia City)

## История
Округ Стори образован в 1861 году. Своё название округ получил по имени капитана Эдварда Фарриса Стори (Captain Edward Farris Storey), убитого в 1860 году в очередной войне с индейскими племенами.
Округ имеет самую маленькую площадь по сравнению с остальными округами штата Невада, тем не менее округ Стори был самым густонаселённым на момент его создания в 1861 году. Округ создавался под первоначальным именем генерала Маклеллана, однако был переименован после выступления генерала против президента США Линкольна.
В настоящее время округ Стори широко известен легализованной проституцией. На выборах 2006 года округ был единственным, поддержавшим седьмой пункт голосования о легализации и последующего введения официального налога на продажу марихуаны в рамках рассматриваемого в то время так называемого Проекта по марихуане.

## География
По данным Бюро переписи населения США округ Стори имеет общую площадь в 264 квадратных мили (683 квадратных километров), из которых 682 км² занимает земля и 1,1 км² — вода (0.13 % от общей площади).

## Соседние округа
- Уошо — север, запад
- Лайон — юг, запад
- Карсон-Сити — незначительное пересечение на юго-западе

## Демография
По данным переписи населения 2000 года в округе Стори проживало 3.399 человек, 969
семей, насчитывалось 1.462 домашних хозяйств и 1.596 единиц сданного жилья. Средняя плотность
населения составляла 5 человек на один квадратный километр. Расовый состав округа по
данным переписи распределился следующим образом: 93,00 % белых, 0,29 % афроамериканцев, 1,44
% коренных американцев, 1,00 % азиатов, 0,15 % выходцев с тихоокеанских островов, 2,44 %
смешанных рас и 1,68 % — других народностей. 5,12 % населения составляли выходцы из
Испании или стран Латинской Америки.
21,80 % от всего числа зарегистрированных семей имели детей в возрасте до 18 лет, проживающих
вместе с родителями, 54,60 % представляли собой супружеские пары, живущие вместе, в 7,50 %
семей женщины проживали без мужей, а 33,70 % семей не являлись семьями как таковыми. 25,60 %
всех зарегистрированных домашних хозяйств представляли одиночки, при этом 6,90 % составили
одиночки старше 65 лет. Средний размер домашнего хозяйства составил 2,32 человека, средний
размер семьи — 2,74 человека.
Население округа по возрастному диапазону по данным переписи 2000 года распределилось
следующим образом: 19,70 % — жители младше 18 лет, 4,70 % — между 18 и 24 годами, 26,80 % — от
25 до 44 лет, 35,70 % — от 45 до 64 лет, 13,10 % — старше 65 лет. Средний возраст жителей
округа при этом составил 38 лет. На каждые 100 женщин приходилось 107,6 мужчин, при этом на
каждых сто женщин 18 лет и старше приходилось 103,1 мужчин также старше 18 лет.
Средний доход на одно домашнее хозяйство в округе составил 45.490 долларов США, а
средней доход на одну семью в округе — 57.095 долларов США. При этом мужчины имели средний
доход 40.123 доллара США в год против 26.417 долларов США среднегодового дохода у женщин.
Доход на душу населения в округе составил 23.642 доллара США в год. 5,80 % от всего числа
семей в округе и 2,50 % от всей численности населения находилось на момент переписи населения
за чертой бедности, при этом 4,20 % из них были моложе 18 лет и 4,80 % — в возрасте 65 лет и
старше.

## Города и посёлки
- Голд-Хилл
- Верджиния-Сити